# Claxton Castle
Claxton Castle er ruinen af en middelalderborg, der ligger i landsbyen Claxton omkring 13 km sydøst for Norwich i Norfolk, England.
Sir William de Kerdeston og hans søn fik licens til krenelering i borgen i hhv. 1340 og 1376, da Kerdeston døde inden borgen stod færdig, så licens skulle fornys.
En stor del af fæstningen blev revet ned i 1600-tallet for i stedet at opføre Claxton Hall. Borgruinen består i dag af en lang mur og tre tårne samt forskellige trapper og buer. Jordvolde vise hvor den yder voldgrav har ligget.
Det er en listed building af anden grad i 1951 og et scheduled monument.